# Vitmasker
Vitmasker (Aphelocephala) är ett släkte i familjen taggnäbbar inom ordningen tättingar. Släktet omfattar tre arter som förekommer i Australien:
- Grå vitmask (A. leucopsis)
- Brunbandad vitmask (A. pectoralis)
- Svartbandad vitmask (A. nigricincta)